# Secretaria Regional de Inclusão, Trabalho e Juventude
A Secretaria Regional de Inclusão, Trabalho e Juventude (SRITJ) é o departamento do Governo Regional da Madeira responsável pelas áreas da segurança social, emprego, trabalho, inclusão, juventude, inspeção do trabalho, defesa do consumidor e concertação social. A secretária regional atual é Paula Margarido.

## Organização da Secretaria
A SRITJ tem sob a sua alçada:
Direções Regionais
- Centro de Arbitragem de Conflitos de Consumo
- Autoridade Regional para as Condições de Trabalho
- Direção Regional de Juventude
- Direção Regional da Cidadania e dos Assuntos Sociais
- Direção Regional do Trabalho

Organismos
- Instituto de Segurança Social da Madeira, IP-RAM
- Instituto de Emprego da Madeira, IP-RAM